# 惟脤
惟脤（？—1098年4月13日），本姓魏氏，辽朝僧人，漷阴田阳（今北京通州区）人。
惟脤随悯忠寺守净上人落发为僧，诵白莲经。后来游方至上京。他礼佛诵经，手不释卷四十余年，大安九年（1093年），门人觉智大师奉诏赴朝廷。辽道宗特赐惟脤紫衣慈智之号。寿昌四年三月初九（1098年4月13日），在临潢府讲院圆寂，寿昌五年（1099年）四月，葬在京东先师坟茔之侧。